# La puntaire (pel·lícula)
La Dentellière és una pel·lícula francosuïssa dirigida per Claude Goretta el 1977. Ha estat doblada al català, i titulada com La puntaire.

## Argument
Pomme és una jove aprenenta perruquera sortida d'un medi modest, molt reservada i silenciosa. La seva patrona i amiga Marylène, molt expansiva, la porta a Cabourg per alguns dies de vacances. Pomme hi coneix François, un jove estudiant brillant i de bona família, també tímid com ella. Entren a París, s'estimen i s'instal·len junts. Però el fossar que els separa en el plànol cultural i social és gran. Pomme accepta la decisió de François que l'abandona i desapareix, sempre en silenci, abans que el sofriment que amaga i prova de rebutjar no la condueixi a un hospital psiquiàtric.

## Repartiment
- Isabelle Huppert: Béatrice anomenada Pomme
- Yves Beneyton: François Béligné
- Florence Giorgetti: Marylène Torrent
- Anne-Marie Düringer: la mare de Pomme
- Renate Schroeter: Marianne
- Christian Baltauss: Gérard
- Monique Chaumette: Sra. Béligné, la mare de François
- Jean Obé: M. Béligné, el pare de François
- Jeanne Allard: Thérèse
- Sabine Azéma: Corinne
- Christian Peythieu
- Heribert Sasse
- Michel de Ré: pintor
- Odile Poisson: caixera perruqueria
- Nicole Chomo
- Rebecca Potock
- Martine Mauclair
- Joëlle Robin
- France Valéry
- Valentine Albin
- Bertrand De Hautefort

## Al voltant de la pel·lícula
- Una altra pel·lícula estrenada la mateix any 1977, L'una canta, l'altra no d'Agnès Varda, té com a protagonista una jove actriu francesa el personatge de la qual té igualment el motiu « Pomme »: Valérie Mairesse (la « que canta », sent Thérèse Liotard la « que no canta»).

## Premis
- Festival de Canes 1977: Premi del jurat ecumènic per Claude Goretta
- 1978: BAFTA a la millor actriu estrangera: Isabelle Huppert
- 1980: David Donatello a la millor actriu: Isabelle Huppert